# Litsea
Litsea Lam. – rodzaj rośliny z rodziny wawrzynowatych (Lauraceae Juss.). Według The Plant List w obrębie tego rodzaju znajduje się co najmniej 150 gatunków o nazwach zweryfikowanych i zaakceptowanych, podczas gdy aż 480 taksonów ma status gatunków niepewnych (niezweryfikowanych). Występuje naturalnie w klimacie od umiarkowanego do tropikalnego w Azji i Australii. Gatunkiem typowym jest L. glutinosa (Lour.) C.B.Rob.

## Morfologia
PokrójZazwyczaj zimozielone drzewa lub krzewy.
LiścieNaprzemianległe, pojedyncze. Blaszka liściowa jest całobrzega, z pięcioma (rzadziej z trzema) nerwami głównymi.
KwiatySą promieniste, rozdzielnopłciowe, niepozorne, zebrane w pęczki lub wiechy, złożone z małych baldachów z wklęsłymi pokrywkami u nasady. Okwiat jest nieobecny lub składa się z 4–6 listków. Kwiaty męskie mają 9–12 pręcików ułożonych w trzech okółkach, z których w jednym mają gruczoły. Pylniki są wewnątrzpylne (główka odwrócona do wewnątrz), czterokomorowe, słupek jest bardzo zredukowany. Kwiaty żeńskie mają górną, jednokomorową zalążnię, osadzoną na mniej lub bardziej rozwiniętym dnie kwiatowym. Słupek otoczony jest przez 9–12 prątniczków o wrzecionowatym kształcie.
OwocePestkowce o kulistym kształcie, osadzone w zredukowanej kupuli.

## Biologia i ekologia
Są roślinami dwupiennymi. Zawierają alkaloidy. Odmiana Litsea lancifolia var. rheophytica jest reofilem. 

## Systematyka
Pozycja systematyczna według APweb (aktualizowany system APG IV z 2016)Jeden z około 50 rodzajów zaliczanych do rodziny wawrzynowatych (Lauraceae), wchodzącej w skład rzędu wawrzynowców (Laurales) stanowiącego klad w obrębie grupy magnoliowych w obrębie wczesnych dwuliściennych.
Lista gatunków
| - Litsea accedens (Blume) Boerl. - Litsea acuminata (Blume) Sa.Kurata - Litsea acutivena Hayata - Litsea aestivalis (L.) Fernald - Litsea akoensis Hayata - Litsea albescens (Hook. f.) D.G. Long - Litsea albicans (Kurz) Hook. f. - Litsea aneityensis Guillaumin - Litsea auriculata S.S. Chien & W.C. Cheng - Litsea balansae Lecomte - Litsea baviensis Lecomte - Litsea beilschmiediifolia H.W. Li - Litsea beusekomii Kosterm. - Litsea biflora H.B. Cui - Litsea bindoniana (F. Muell.) F. Muell. - Litsea borneensis (Meisn.) Boerl. - Litsea calicaris (Sol. ex A. Cunn.) Benth. & Hook. f. ex Kirk - Litsea cangyuanensis J. Li & H.W. Li - Litsea castanea Hook.f. - Litsea chaffonjonii H. Lév. - Litsea chengshuzhii H.B. Cui - Litsea chinpingensis Yen C. Yang & P.H. Huang - Litsea chunii W.C. Cheng - Litsea clarissae (Teschner) Kosterm. - Litsea coelestis H.B. Cui - Litsea cordata (Jack) Hook.f. - Litsea costalis (Nees) Kosterm. - Litsea crassifolia (Blume) Boerl. - Litsea cubeba (Lour.) Pers. - Litsea deccanensis Gamble - Litsea depressa H.B. Cui - Litsea dilleniifolia P.Y. Pai & P.H. Huang - Litsea dunniana H. Lév. - Litsea elliptica Blume - Litsea elongata (Nees) Hook. f. - Litsea fawcettiana (F. Muell.) B. Hyland - Litsea foveola Kosterm. - Litsea fulva (Blume) Villar - Litsea garciae Vidal - Litsea glaberrima (Thwaites) Trimen - Litsea glaucescens Kunth - Litsea globosa Kosterm. - Litsea glutinosa (Lour.) C.B.Rob. - Litsea gongshanensis H.W. Li - Litsea grandis (Nees) Hook.f. - Litsea greenmaniana C.K. Allen - Litsea guppyi (F. Muell.) F. Muell. ex Forman - Litsea hayatae Kaneh. - Litsea hirsutissima Gamble - Litsea honghoensis H. Liu - Litsea hookeri (Meisn.) D.G.Long - Litsea hunanensis Yen C. Yang & P.H. Huang - Litsea hupehana Hemsl. - Litsea hypophaea Hayata - Litsea ichangensis Gamble - Litsea insignis (Blume) Boerl. - Litsea iteodaphne (Nees) Hook. f. - Litsea japonica (Thunb.) Juss. - Litsea johorensis Gamble - Litsea kerrii Kosterm. - Litsea khasyana Meisn. - Litsea kingii Hook. f. - Litsea kobuskiana C.K. Allen - Litsea kurzii King ex Hook.f. - Litsea kwangsiensis Yen C. Yang & P.H. Huang - Litsea kwangtungensis Hung T. Chang - Litsea laeta (Wall. ex Nees) Hook.f. - Litsea lancifolia (Roxb. ex Nees) Fern.-Vill. - Litsea lancilimba Merr. - Litsea lanuginosa (Nees) Nees - Litsea leefeana (F. Muell.) Merr. - Litsea leiantha (Kurz) Hook. f. - Litsea liboshengii H.B. Cui | - Litsea ligustrina (Nees) Fern.-Vill. - Litsea liyuyingii H. Liu - Litsea longifolia (Nees) Trimen - Litsea longipes (Meisn.) Hook. f. - Litsea longistaminata (H. Liu) Kosterm. - Litsea luzonica (Blume) Villar - Litsea machilifolia Gamble - Litsea machiloides Yen C. Yang & P.H. Huang - Litsea mairei H. Lév. - Litsea martabanica (Kurz) Hook.f. - Litsea membranifolia Hook.f. - Litsea mishmiensis Hook. f. - Litsea mollis Hemsl. - Litsea monopetala (Roxb.) Pers. - Litsea morrisonensis Hayata - Litsea moupinensis Lecomte - Litsea muelleri Rehder - Litsea myricopsis H. Lév. - Litsea myristicifolia (Wall. ex Nees) Hook.f. - Litsea nemoralis (Thwaites) Trimen - Litsea nigricans (Meisn.) Boerl. - Litsea nitida (Roxb.) Hook. f. - Litsea nuculanea (Kurz) Hook.f. - Litsea ochracea (Blume) Boerl. - Litsea ovalifolia (Wight) Trimen - Litsea palmatinervia (Meisn.) Drake - Litsea panamanja (Buch.-Ham. ex Nees) Hook. f. - Litsea parvifolia (Hemsl.) Mez - Litsea pedunculata (Diels) Yen C. Yang & P.H. Huang - Litsea perrottetii (Blume) Fern.-Vill. - Litsea phuwuaensis Ngerns. - Litsea pierrei Lecomte - Litsea populifolia (Hemsl.) Gamble - Litsea pseudoelongata H. Liu - Litsea pseudolongifolia Kosterm. - Litsea pseudoumbellata Kosterm. - Litsea punctulata Kosterm. - Litsea pungens Hemsl. - Litsea rangoonensis (Meisn.) Hook. f. - Litsea resinosa Blume - Litsea reticulata (Meisn.) F. Muell. - Litsea rotundifolia Hemsl. - Litsea rubescens Lecomte - Litsea salicifolia (J. Roxb. ex Nees) Hook. f. - Litsea saligna (Nees) N.P. Balakr. - Litsea seemannii (Meisn.) Drake - Litsea semecarpifolia (Wall. ex Nees) Hook.f. - Litsea sericea (Wall. ex Nees) Hook. f. - Litsea sinoglobosa J. Li & H.W. Li - Litsea subcoriacea Yen C. Yang & P.H. Huang - Litsea suberosa Yen C. Yang & P.H. Huang - Litsea subumbelliflora (Blume) Ng - Litsea szemaois (H. Liu) J. Li & H.W. Li - Litsea taronensis H.W. Li - Litsea tibetana Yen C. Yang & P.H. Huang - Litsea tomentosa Blume - Litsea travancorica Gamble - Litsea tsinlingensis Yen C. Yang & P.H. Huang - Litsea umbellata (Lour.) Merr. - Litsea utilis (Meisn.) Boerl. - Litsea vang Lecomte - Litsea variabilis Hemsl. - Litsea varians (Blume) Boerl. - Litsea veitchiana Gamble - Litsea velutina (Blume) Hook. f. - Litsea verticillata Hance - Litsea verticillifolia Yen C. Yang & P.H. Huang - Litsea viridis H. Liu - Litsea vitiana (Meisn.) Drake - Litsea walkeri (Meisn.) Trimen - Litsea wightiana (Nees) Hook. f. - Litsea wilsonii Gamble - Litsea yaoshanensis Yen C. Yang & P.H. Huang - Litsea yunnanensis Yen C. Yang & P.H. Huang |

## Zastosowanie
Odmiana L. lancifolia var. rheophytica bywa używana jako surowiec drzewny. L. cubeba ma jadalne owoce, które wykorzystywane są również w medycynie. Na liściach tego gatunku hoduje się jedwabniki, które produkują olej. Kora i owoce gatunku L. glutinosa mają zastosowanie w medycynie. L. monopetala jest uprawiana jako roślina pastewna.